# ヴァンサン・ラヴニュ
ヴァンサン・ラヴニュ（Vincent Lavenu、1956年1月12日 - ）は、フランスブリアンソン出身のサイクルロードレース監督。1983年から1991年まではルート・デュ・スュドでステージ優勝を挙げるなどプロ選手として活躍。1992年より監督となり現在、AG2R・ラ・モンディアルの監督を務めている。

## 主な成績
- 1979年
  - ニース～レ＝ゾル～ニース 優勝
  - シルキュイト・ド・セベンヌ 優勝
- 1980年
  - グランプリ・デュ・フォシニー 優勝
  - グランプリ・ド・クール＝ラ＝ヴィル 2位
  - ツール・デュ・ペイ＝ド＝ジェックス 総合3位
- 1981年
  - シルキュイト・ド・ソーヌ＝エ＝ロワール 総合優勝
  - グランプリ・ド・クール＝ラ＝ヴィル 3位
- 1982年
  - シルキュイト・ド・ソーヌ＝エ＝ロワール 第1ステージ 優勝
- 1984年
  - フランス選手権トラックレース マディソン 優勝（ミシェル・シャレアール（英語版）とペア）
  - グランプリ・ド・レンヌ 2位
  - ロンド・デ・ピレネー 3位
- 1985年
  - シルキュイト・デュ・スデュエスト 3位
- 1986年
  - グランプリ・ド・レンヌ 3位
- 1987年
  - ロンド・デ・ピレネー・メディタラネアン 優勝
- 1988年
  - ヴォルタ・ア・ポルトガル 第13ステージ 優勝
  - フランス選手権トラックレース ポイントレース 3位
- 1990年
  - ルート・デュ・スュド 第3bステージ 優勝
  - ツール・デュ・シャブレー 総合2位

## グランツールでの成績

### ツール・ド・フランス
参加1回
- 1989年 : 総合65位